# Smjadowo
Smjadowo (bułg. Смядово) – miasto w Bułgarii, w obwodzie Szumen, siedziba gminy Smjadowo. W 2019 roku liczyło 3559 mieszkańców.